# Hauptabschnittsleiter
Hauptabschnittsleiter (HAL) sind militärische Teileinheitsführer an Bord von Schiffen der Deutschen Marine, die für einen Hauptabschnitt des Schiffes verantwortlich sind.
Der Hauptabschnittsleiter führt den Hauptabschnitt und ist dabei truppendienstlich dem Ersten Offizier des Schiffes unterstellt. Für die Besetzung der Dienstposten sind bei größeren Schiffen gemäß StAN in der Regel Offiziere vorgesehen, in anderen Fällen können Hauptabschnitte auch durch Bootsleute geführt werden.
Dem HAL kann ein Hauptabschnittsoffizier sowie ein oder mehrere Abschnittsleiter (AL) und ein Hauptabschnittsbootsmann (HAB) als Unterstützung unterstellt sein.
Auf Schiffen der Deutschen Marine  sind folgende Hauptabschnittsleiter üblich:
| Hauptabschnitt             | HAL                                   |
| -------------------------- | ------------------------------------- |
| HA 100 (Nautik)            | Navigationsoffizier (NO)              |
| HA 200 (Schiffstechnik)    | Schiffstechnikoffizier (STO)          |
| HA 300 (Schiffselektronik) | Schiffselektronikoffizier (SELO)      |
| HA 400 (Zentrale Dienste)  | 1. Schiffsversorgungsoffizier (I SVO) |
| HA 500 (Helikopter)        | Hubschrauber-Einsatzoffizier (HEO)    |
| HA 600 (Schiffseinsatz)    | 1. Schiffseinsatzoffizier (I SEO)     |